# Natació als Jocs Olímpics d'Estiu de 1932 - 1.500 metres lliures masculins
Els 1.500 metres lliures masculins va ser una de les onze proves de natació que es disputaren als Jocs Olímpics d'Estiu de Los Angeles de 1932. La competició es disputà entre l'11 i el 13 d'agost de 1932. Hi van prendre part 15 nedadors procedents de 8 països.

## Medallistes
| Or                   | Plata              | Bronze             |
| Kusuo Kitamura (JAP) | Shozo Makino (JAP) | James Cristy (USA) |

## Rècords
Aquests eren els rècords del món i olímpic que hi havia abans de la celebració dels Jocs Olímpics de 1932.
| Rècord del Món | 19' 07.2" | Arne Borg | Bolonya (ITA)   | 2 de setembre de 1927 |
| Rècord Olímpic | 19' 51.8" | Arne Borg | Amsterdam (NED) | 6 d'agost de 1928     |

En la primera semifinal Kusuo Kitamura va establir un nou rècord olímpic amb 19' 51.6". Shozo Makino va millorar aquest rècord en la segona semifinal amb 19' 38.7". A la final Kusuo Kitamura va recuperar el rècord olímpic amb un temps de 19' 12.4".

## Resultats

### Sèries
Es disputaren el dijous 11 d'agost de 1932. Els dos nedadors més ràpids de cada sèrie i el millor tercer passaren a semifinals. En la segona sèrie Sunao Ishiharada i Boy Charlton van empatar en el segon lloc, cosa que va permetre que deu nedadors passessin a les semifinals.
Sèrie 1
| Pos. | Nedador              | Temps   | Qual. |
| ---- | -------------------- | ------- | ----- |
| 1    | Kusuo Kitamura (JPN) | 19:55.2 | QQ    |
| 2    | Buster Crabbe (USA)  | 20:01.0 | QQ    |
| 3    | Jean Taris (FRA)     | 20:01.2 | qq    |
| 4    | Nalin Malik (IND)    | 23:52.4 |       |

Sèrie 2
| Pos. | Nedador                | Temps   | Qual. |
| ---- | ---------------------- | ------- | ----- |
| 1    | Jim Cristy (USA)       | 19:58.4 | QQ    |
| 2    | Sunao Ishiharada (JPN) | 20:09.5 | QQ    |
| 2    | Boy Charlton (AUS)     | 20:09.5 | QQ    |

Sèrie 3
| Pos. | Nedador                 | Temps   | Qual. |
| ---- | ----------------------- | ------- | ----- |
| 1    | Ralph Flanagan (USA)    | 20:06.0 | QQ    |
| 2    | Noel Ryan (AUS)         | 20:12.6 | QQ    |
| 3    | Giuseppe Perentin (ITA) | 21:04.5 |       |
| 4    | Ignacio Gutiérrez (MEX) | 22:39.2 |       |

Sèrie 4
| Pos. | Nedador               | Temps   | Qual. |
| ---- | --------------------- | ------- | ----- |
| 1    | Shozo Makino (JPN)    | 19:53.3 | QQ    |
| 2    | Paolo Costoli (ITA)   | 20:48.1 | QQ    |
| 3    | George Burrows (CAN)  | 22:19.6 |       |
| 4    | Manuel Villegas (MEX) | 23:40.0 |       |

### Semifinals
Es disputaren el divendres 12 d'agost de 1932. Els tres nedadors més ràpids de cada sèrie passen a la final.
Semifinal 1
| Pos. | Nedador                | Temps   | Qual. |
| ---- | ---------------------- | ------- | ----- |
| 1    | Kusuo Kitamura (JPN)   | 19:51.6 | QQ OR |
| 2    | Jean Taris (FRA)       | 20:04.2 | QQ    |
| 3    | Jim Cristy (USA)       | 20:06.9 | QQ    |
| 4    | Sunao Ishiharada (JPN) | 20:31.2 |       |
| 5    | Paolo Costoli (ITA)    | 20:58.7 |       |

Semifinal 2
| Pos. | Nedador              | Temps   | Qual. |
| ---- | -------------------- | ------- | ----- |
| 1    | Shozo Makino (JPN)   | 19:38.7 | QQ OR |
| 2    | Buster Crabbe (USA)  | 19:51.8 | QQ    |
| 3    | Noel Ryan (AUS)      | 19:52.5 | QQ    |
| 4    | Boy Charlton (AUS)   | 19:53.1 |       |
| 5    | Ralph Flanagan (USA) | 20:03.7 |       |

### Final
Es disputà el dissabte 13 d'agost de 1932:
| Pos. | Nedador              | Temps      |
| ---- | -------------------- | ---------- |
| 1    | Kusuo Kitamura (JPN) | 19:12.4 OR |
| 2    | Shozo Makino (JPN)   | 19:14.1    |
| 3    | Jim Cristy (USA)     | 19:39.5    |
| 4    | Noel Ryan (AUS)      | 19:45.1    |
| 5    | Buster Crabbe (USA)  | 20:02.7    |
| 6    | Jean Taris (FRA)     | 20:09.7    |